# Hi-de-Hi!
Hi-de-Hi! is een Britse komische televisieserie, geschreven door Jimmy Perry en David Croft. De reeks liep, na een pilotaflevering in 1980, van 1981 tot 1988 op de BBC, met in de hoofdrollen grotendeels dezelfde acteurs als in latere reeksen van dit schrijversduo, zoals You Rang, M'Lord? en Oh, Doctor Beeching!.
Van Hi-de-Hi! werden, naast de proefaflevering, acht reeksen gemaakt. De afleveringen duurden telkens dertig minuten. Wel verschenen er enkele specials die wat langer duurden, variërend van 40 tot 60 minuten. In Nederland werd de serie destijds uitgezonden onder de titel Hoera, het is vakantie!
De reeks draait rond het vakantiekamp Maplins en zijn personeel en speelt zich af in de jaren 1959-1960. Het personeel bestaat onder meer uit entertainment-manager Jeffrey Fairbrother (Simon Cadell, tot 1984) en DFC Clive Dempster (David Griffin, vanaf 1984), "yellow-coats" (aangevoerd door Gladys Pugh, gespeeld door Ruth Madoc), komiek Spike Dixon (Jeffry Holland), gastheer Ted Bovis (Paul Shane) en schoonmaakster Peggy Ollerenshaw (Su Pollard).

## Personages
- Jeffrey Fairbrother (Simon Cadell): Jeffrey, geboren in 1921, komt uit een respectabele familie uit de bovenklasse. Hij werd al op jonge leeftijd naar een kostschool gestuurd en studeerde later archeologie in Cambridge. Na zijn studie ging hij aan de slag als hoogleraar. Hij trouwde met Daphne, maar tegen de tijd van de pilot-aflevering ligt hij in scheiding. Ook vond hij dat het leven op de universiteit een saai persoon van hem gemaakt had en daarom gaat hij aan het werk bij Maplins. Hij hoopt op die manier meer inzicht te krijgen in het leven van alledaagse mensen. Hij maakte echter nooit een echte connectie met de gasten en het personeel. Ook vond hij het zeer gênant om mee te gaan in de grove humor die geprefereerd werd door Ted Bovis en de gasten. Verder had hij ook nog te maken met Gladys Pugh, die haar verliefdheid voor Jeffrey niet onder stoelen of banken stak. Verder ging hij, op verzoek van kamp-eigenaar Joe Maplin, vaak tegen zijn principes in. Uiteindelijk, aan het einde van 1959 (en de eerste helft van de serie), keert hij terug naar het leven op de universiteit door een baan als hoogleraar aan te nemen aan de universiteit van Wisconsin.
- Ted Bovis (Paul Shane): Ted is gastheer en zeer populair bij de gasten. Hij trouwde in 1951 met Hilary, maar ze scheidden snel daarna. Hij organiseerde verschillende zwendeltjes om de gasten geld af te troggelen. Hij deelde de gehele serie zijn kamer met Spike Dixon. Ted zei vaak dat hij zijn baan bij Maplins haatte, maar was toch aangedaan toen zijn functie kwam te vervallen aan het einde van het seizoen in 1960.
- Spike Dixon (Jeffrey Holland): Na zijn schooltijd verwierf Spike een mooie baan bij de Belastingdienst. Toch stopte hij hier in 1959 mee om te gaan werken als komiek bij Maplins. Hij deelde zijn kamer met Ted Bovis, die zijn nieuwe ideeën aangaande de grappen en kostuums vaak de grond in boorde. In het seizoen van 1960 krijgt Spike een relatie met April, een yellowcoat.
- Gladys Pugh (Ruth Madoc): De sport-begeleidster en later leidster van de yellowcoats, geboren in Wales. Ze werd er verliefd op Jeffrey Fairbrother in 1959, maar hij liet nooit blijken dit ook op haar te zijn. Gladys kan niet goed opschieten met de yellowcoats, vooral niet met Sylvia Garnsey (een rol van Nikki Kelly). Ook was ze de stem van Radio Maplin; het omroepsysteem in het kamp. Ze trouwde uiteindelijk met de opvolger van Fairbrother, Clive Dempster, en de twee verhuisden naar Australië.
- Clive Dempster DFC (David Griffin): Deze aristocratische oorlogsheld vloog vele missies over Duitsland gedurende de Tweede Wereldoorlog. Hij volgde Jeffrey Fairbrother op als entertainment-manager bij Maplins. Clive was precies het tegenovergestelde van Fairbrother, en leidde het kamp met weinig bemoeienis. Hij trouwde uiteindelijk met Gladys Pugh en vertrok naar Australië. Daar kon hij een baan krijgen als piloot, aangeboden door zijn oude commandant.
- Fred Quilley (Felix Bowness): De jockey van Maplins, die verder de paarden verzorgde en de paardenritjes van de gasten begeleidde. Hij deelde een kamer met Mr. Patridge, die hem vaak verweet naar paarden te stinken. Na het seizoen van 1960 ging hij werken in een tehuis voor bejaarde paarden.
- Mr. Partridge (Leslie Dwyer): De poppenspeler van het kamp, die een hekel had aan kinderen, omdat ze geen respect toonden. Deelde een kamer met Fred Quilley en had een nogal alcoholistische inslag. Gedurende 1960 krijgt hij een relatie met een bardame, zet zijn eigen dood in scène en verhuist met haar naar Cornwall.
- Yvonne Stuart-Hargreaves (Diane Holland): Ballroom-danseres, deelt een kamer met haar man en danspartner Barry. Yvonne is nogal bekakt en gelooft dat ze boven alle andere personeelsleden staat. Met uitzondering van Jeffrey Fairbrother en later Clive Dempster natuurlijk. Om onduidelijke redenen verliet Barry zowel Yvonne als Maplins. Yvonne kreeg daarna een relatie met Julian Dalrymple-Sykes (een rol van Ben Aris), die Barry verving als haar danspartner. Uiteindelijk reisden Yvonne en Julian de wereld rond en traden overal op.
- Barry Stuart-Hargreaves (Barry Howard): Danspartner en man van Yvonne, echter van eenvoudige komaf. Hij verlaat haar gedurende 1960 en het is onduidelijk wat er met hem gebeurd is. Wel werd er tijdens de serie voortdurend gehint dat Barry weleens homoseksueel zou kunnen zijn.
- Peggy Ollerenshaw (Su Pollard): Schoonmaakster van alle kamers, die dolgraag een yellowcoat wil worden. Ze stelt hiervoor dan ook alles in het werk. Ze werd hierin vaak tegengehouden door Gladys, die het haar verbood zich te veel met het personeel te bemoeien. Ietwat onnozel, liet ze zich vaak meeslepen in leugens van Ted. In de allerlaatste aflevering wordt Peggy eindelijk yellowcoat, omdat Dawn ziek geworden is. Haar carrière als yellowcoat was maar één dag oud, toen ze van pure zenuwen een inzinking kreeg. Ze keerde daarna terug naar haar oude baan als schoonmaakster.